# Noam Patel
Noam Raj Patel (25 oktober 2002) is een Belgisch voormalig acro-gymnast. 

## Levensloop
Patel is aangesloten bij STB Gymnastics Berchem.
Samen met Jonas Anthoon, Robin Casse en Hannes Garré behaalde hij in 2019 zilver op de wereldbeker-manche in het Portugese Maia en brons in de Belgische WB-manche te Puurs. Daarnaast behaalde het kwartet zilver in de balansoefening en brons in de allround-rangschikking op het EK van 2019 in het Israëlische Holon.
Op de wereldkampioenschappen van 2021 behaalde hij samen met Robin Casse zilver op de allround 'heren duo'.